# Přírodní park Rakovecké údolí
Rakovecké údolí je přírodní park, který se nachází v okresech Vyškov a Blansko. Přírodní park byl zřízen vyhláškou ONV číslo 10-13 ze dne 1. ledna 1978 jako klidová oblast, která přešla s účinností zákona č. 114/92 Sb. do kategorie přírodní park. Další postupné rozšíření se uskutečnilo v roce 1997. Jeho celková rozloha činí 11,20 km². Do údolí padají svahy se slepencovými skalami, podél meandrujícího potoka Rakovec jsou zachovány vlhké louky s břehovým porostem. Druhou část parku představuje údolí, které se táhne k rybníku Budkovan ležícímu na okraji Jedovnic.
Jedná se o oblast se zachovanými lesy a výskytem vzácných živočichů a rostlin. V údolí se nacházejí pozůstatky dvou zaniklých středověkých osad - Bystřece a Sokolí. Do Rakoveckého údolí seskočil 30. 9. 1944 sovětský partyzánský oddíl Jermak. Na 36 hektarech se nachází přírodní rezervace Rakovec. V části údolí byla instalována naučná stezka Rakovecké údolí s deseti panely.

## Fotogalerie

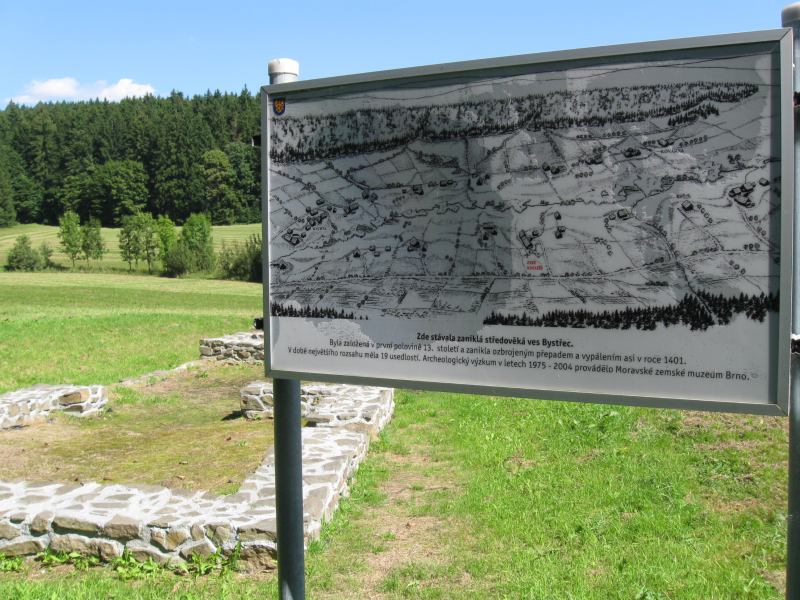
Zaniklá středověká osada Bystřec
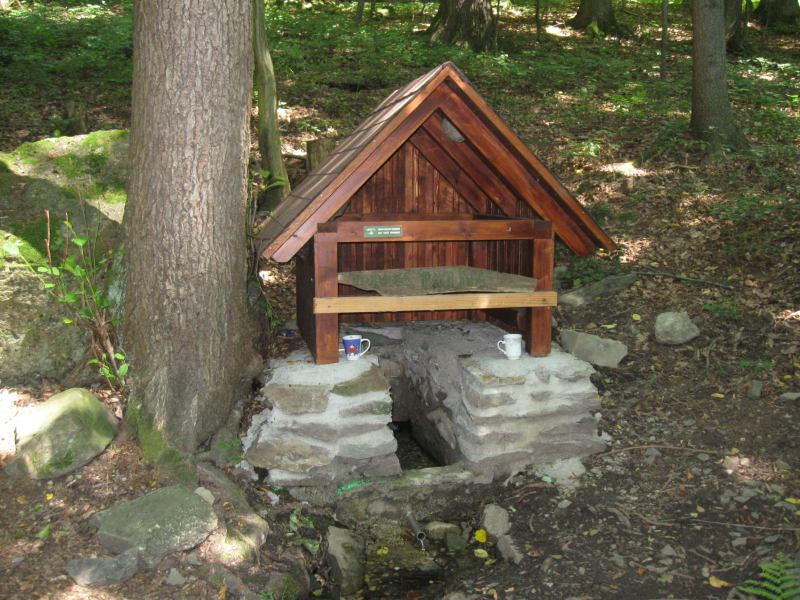
Studánka Pavlína
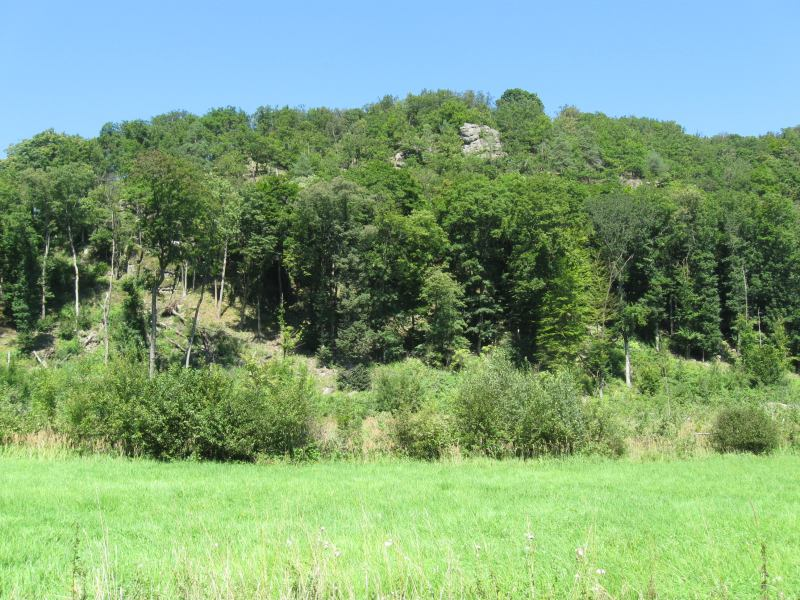
Hlavní skála
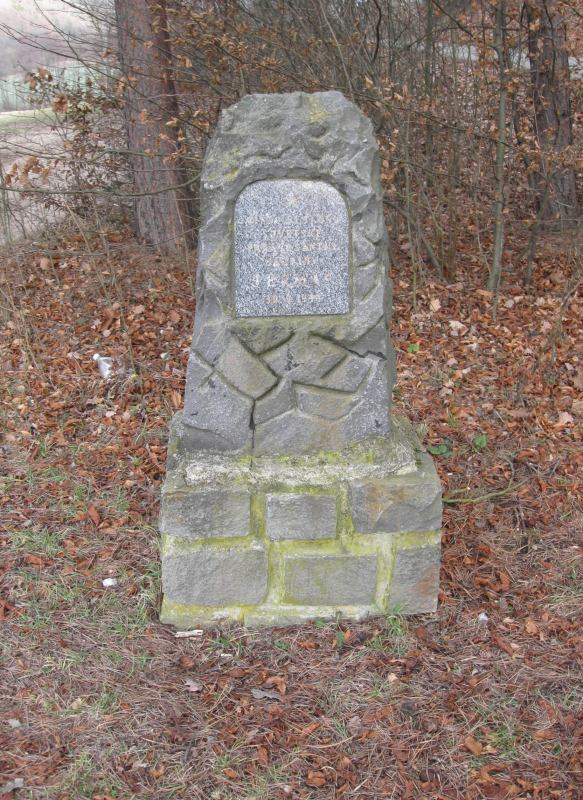
Pomník partyzánům Jermaku
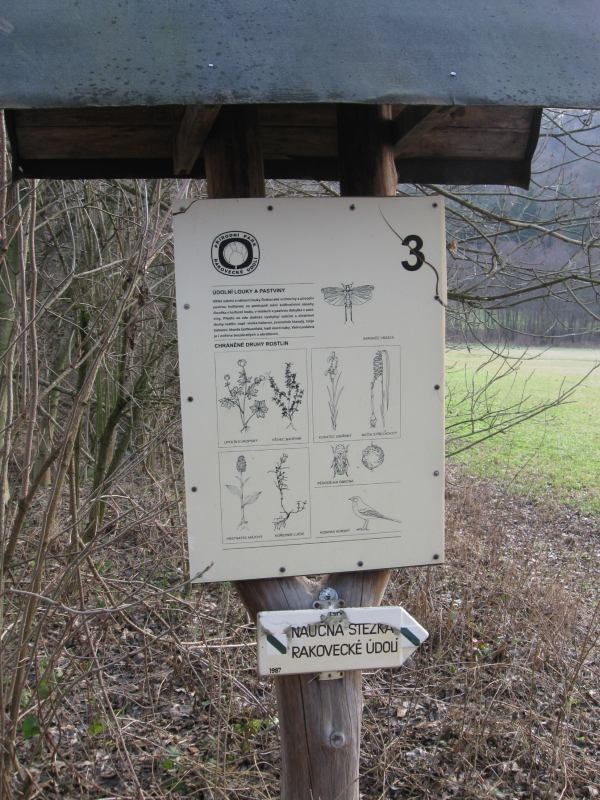
Informační tabule naučné stezky
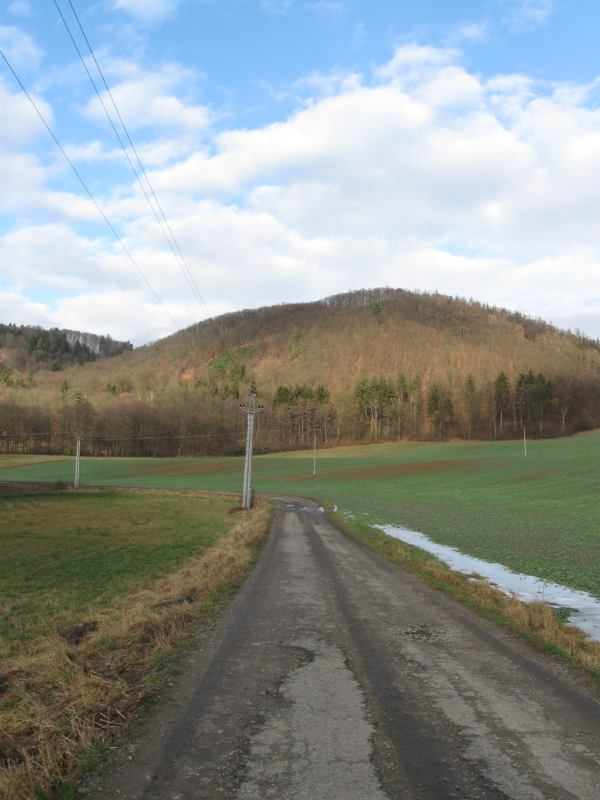
Rakovecké údolí - v pozadí keltské hradisko Černov